# Трећи Доктор
Трећи Доктор је инкарнација Доктора, протагонисте британске научнофантастичне телевизијске серије Доктор Ху. Глумио га је глумац Џон Пертви. У оквиру приповедања серије, Доктор је вековима стар ванземаљац Временски господар са планете Галифреј који путује кроз време и простор у ТАРДИС-у, често са пратиоцима. На крају живота, Доктор се регенерисао па су се због тога физички изглед и личност Доктора променили. У регенерацији му претходи Други Доктор (Патрик Траутон), а следи га Четврти (Том Бејкер).
Пертви тумачи Трећег Доктора као отменог човека од акције, у оштрој супротности са својим лукавим, али мање предељеним на акцију претходницима. Док су све претходне Докторове приче укључивале путовања кроз време и свемир, Пертвијеве приче су из продукцијских разлога у почетку описивале Доктора насуканог на Земљи у изгнанству где је радио као научни саветник међународне војне групе UNIT. У оквиру приче, Трећи Доктор је настао као део казне од стране свог рода Временских господара, који су га приморали да се регенерише и такође онемогућили његов ТАРДИС. На крају су ова ограничења укинута и Трећи Доктор креће у уобичајније приче о путовању кроз време и истраживању свемира.
Његова прва сапутница је научница UNIT-а Лиз Шо (Керолајн Џон) која је без церемоније напустила Докторово друштво између седме и осме сезоне, а заменила ју је разрогаченија Џо Грант (Кети Менинг) која затим наставља да прати Доктора пошто је он поново користио свој ТАРДИС. Његова последња пратитељка је неустрашива новинарка Сара Џејн Смит (Елизабет Слејден).

## Личност
Трећи Доктор је био углађен, технолошки орпредељен и ауторитативан човек од акције који је практиковао венерин аикидо. Као загрижени научник, одржавао је лабораторију у UNIT-у где је уживао радећи на уређајима у свом ТАРДИС-у. У слободно време волео је да вози кола, управљајући свим врстама возила. Његова омиљена кола била су старински роудстер жуте боје канаринца који је дао надимак „Беси“, машина која је имала такве измене као што су даљински управљач, драматично повећане могућности брзине и инерцијски амортизери. Такође је одржавао пловило налик оверкрафту које су обожаваоци прозвали хумобил. Први Доктор га је, по сусрету са Трећим, огорчено описао као „кицоша“, док га је Другог, са којим је Трећи имао нешто као антагонистички однос у приликама када су се срели, назвао „отменим панталонџијом“.
Док је ова инкарнација већину свог времена проводила у изгнанству на Земљи — невољко радећи као научни саветник UNIT-а — Господари времена су га повремено слали на тајне задатке где би често деловао као невољни посредник. Иако је развио наклоност према Земљанима са којима је радио (као што су Лиз Шо и Џо Грант), ускочио је у сваку прилику да се врати међу звезде. Иако је имао донекле мирољубив и ауторитаран изглед, брзо је критиковао ауторитет и често је узвикивао "Сада ме слушајте!" када има посла са људима који желе да га опструирају.
Упркос својој повременој недмености, Трећи Доктор се искрено бринуо за своје пратиоце на очински начин, па је чак имао и танко прикривено, али мрско дивљење према свом непријатељу Господару и вођи UNIT-а бригадиру Летбриџ-Стјуарту са којим је на крају постао пријатељи. У ствари, чак и када је његово изгнанство укинуто, морални и смели Трећи Доктор је наставио да помаже UNIT-у да заштити Земљу од свих врста ванземаљских претњи, а та улога се наставила и у његовим будућим инкарнацијама.
Уопштено, ова инкарнација Доктора је била физички смелија од претходне две и била је прва која се физички супротставила непријатељу ако би била сатерана у ћошак (обе његове претходне инкарнације су скоро увек покушавале да избегну, побегну или преговарају уместо да нападну). Ово је често било у облику брзих удараца, са повременим закључавањем зглоба или бацањем — обично довољно да себе и свакога ко је у његовој пратњи извуче из непосредне опасности, али обично не до степена туче, у складу са Докторовом ненасилном природом. Користио је своје борбене вештине само ако није имао друге, а чак и тада је уопштено разоружао своје противнике уместо да их онесвести. Заиста, његова борилачка вештина била је таква да је један изненадни удар обично био довољан да заустави све што му је претило, а у једном тренутку је подсетио капетана Јејтса из UNIT-а (физички као и вербално) да ће му бити тешко да га однекуд уклони ако не буде хтео да буде уклоњен (Ум зла).
Трећи Доктор је био вешт дипломата (на пример, водио је разговоре у Проклетству Пеладона) и лингвиста, као и склоност ка прерушавању.

### Изглед
Када су га 1969. замолили да присуствује фото-позиву Радио времена, Џон Пертви је стигао у, како је мислио, "прикладно ексцентричној одећи" из своје породичне гардеробе, а блистав изглед остао је за продуцента Берија Летса. Током прве две сезоне, носио је лепршави, гримизно подстављени огртач преко црног сомота за пушење и кошуљу с воланима са разним краватама као што су жаботи, лептир машне или кравате. Почевши од сезоне из 1971. када је изглед преобликовао Кен Тру, Пертви је носио црвену јакну и огртач са љубичастом поставом. У последње две сезоне, шема боја се мењала од приче до приче, иако је основни изглед задржан.
У свој првој епизоди, када Доктор избегава хватање туширајући се, на његовој руци се може видети тетоважа змије. Пошто ју је Пертви добио током своје службе у Краљевској морнарици, разлог за то у свемиру је на крају наведен у роману Нових невиних пустоловина Божић на разумној планети као обележје Господара времена који означава изгнанство, а уклоњен је пошто је Докторово изгнанство било формално окончано након догађаја у серијалу Три Доктора.

## Стил прича
Приче о Трећем Доктору биле су прве које су емитоване у боји. Први су постављени на Земљу јер је тамо био прогнан када је Други Доктор прогнан на Земљу од стране својвих људи Господара Времена и приморан да се регенерише. На Земљи је радио са бригадиром и остатком екипом UNIT-а. Међутим, како је његов мандат одмицао, имао је разлога да напусти Земљу, повремено су га Господари времена слали на задатке. На крају, након пораза одметника Омеге у Три Доктора, Господари времена су му дали потпуну слободу у знак захвалности што је спасио Галифреј.
Ера Трећег Доктора увела је противнике међу којима су Отонци, Господар, Омега, Сонтаранци, Силуријанци и Морски ђаволи. Далеци су се вратили након петогодишњег одсуства отприлике на половини Пертвијевог низа. Трећи Доктор је био једини из класичне серије који није имао причу о Киберљудима (иако су накратко виђени у Уму зла и Карневалу чудовишта), али их је на крају сусрео током Пет Доктора.

## „Обрнути поларитет неутронског тока“
Крилата фраза коришћена током ере Трећег Доктора била је „обрнути поларитет неутронског тока“. Фраза је била Пертвијев начин да се носи са технобрбљањем да је од њега захтевао да говори као Доктор. Теренс Дикс се присећа да је користио ову реченицу у сценарију, а Пертви му се обратио у вези са тим. Дикс се плашио да ће морати да га уклони, али Пертви је изјавио да му се свиђа и да је желео да га види чешће. Дикс је пристао.
Трећи Доктор је само два пута рекао пуну фразу „обрни поларитет неутронског тока“ на екрану – у Морским ђаволима (1972) и специјалу поводом 20. годишњице Пет Доктора (1983). Пертви је користио ову фразу када је глумио у позоришној представи Доктор Ху − Врхунска пустоловина 1989. Када је Колин Бејкер преузео улогу у представи, изменио је стих у „Преокренута линеарност протонског тока“. У радио-драми Рај смрти, бригадир пита "Обрнути поларитет неутронског тока?" а Доктор наставља да објашњава да је та фраза бесмислена (иако у стварности неутрони могу бити поларизовани магнетним пољем тако да обрнути смер магнетног поља обрће поларитет неутрона). У другим приликама на екрану, Трећи Доктор је „обрнуо поларитет“, али не и неутрона.
Пуна фраза је коришћена у неколико Мета новелизација. Касније су га користили Четврти (у Граду Смрти) и Пети Доктор (у Кастровалви и Модрину бесмртном). Заједно са Пет Доктора, ово је довело до тога да се фраза користи као носталгична референца. У епизоди Десетог Доктора „Лазарусов оглед“, Доктор, док се скривао у Лазарусовој машини, коментарише да му је требало превише времена да обрне поларитет због тога што није био у пракси. Десети Доктор користи пуну фразу у Музичком кругу.
Током епизоде „Скоро људи“, двојник Једанаестог Доктора изговара фразу док поново проживљава сећања на све своје претходнике. Он то наставља да спаја са својом љубављу према гуменим бомбонама које се протежу кроз регенерацију, напомињући да треба да „преокрену гумену бомбону неутронског тока“. У „Дану Доктора“, Једанаести Доктор се позива на ту фразу када се суочава са временским порталом са Десетим Доктором, указујући да обојица „обрну поларитет“ својим звучним шрафцигерима (чиме само потиру напоре један другом). У епизоди „Девојка која је умрла (1. део)“, Дванаести Доктор каже Клари Освалд да "обрће поларитет неутронског тока", а затим следи "Кладим се да то нешто значи. Звучи одлично." И сама Клара користи ту фразу, говорећи да је „обрнула поларитет“ уређаја за брисање ума како би спречила Доктора да избрише њена сећања на њега из њеног ума („Ђавоље решење (3. део)“). У „Одводи те“, Јас Кан предлаже Тринаестој Докторки да обрне поларитет на звучном шрафцигеру како би (успешно) отворила закључани међууниверзумски портал.

## Уводна шпица и лого
Изворна уводна шпица за сезоне Трећег Доктора увела је боју и била је продужетак калеидоскопских шаблона "завијања" који су коришћени за претходне Докторе. Представља црвене, црне и зелене пламене руке, а затим приказује лице Џона Пертвија праћено низом усковитланих линија које представљају временски вртлог. Како вртлог постаје црвен, он убрзава само и почиње да се окреће, а у неким случајевима се види да постаје ружичаст и жут. У последњој сезони Трећег Доктора, представљена је нова уводна шпица која користи слику целог тела Пертвија коју је израдио Бернард Лоџ. Делимично подстрекнут хиперпросторном секвенцом скенирања прореза у филму Стенлија Кјубрика 2001: Одисеја у свемиру, један део ове секвенце је прототип за секвенцу временског тунела у сезонама Четвртог Доктора. Последња сезона Трећег Доктора такође је увела ромбасти лого који је остао у употреби до 1980. и оживљен 2022.
Лого серије представљен 1970. и коришћен у прве четири сезоне Пертвијевог мандата касније се поново користио у измењеном облику као лого за ТВ филм Доктор Ху из 1996. године. Ова варијанта је касније постала званични Доктор Ху лого, посебно у вези са производима повезаним са Осмим Доктором. Са увођењем новог званичног логотипа серије 2005. године, продукција "Big Finish" је наставио да користи лого из 1996. године као лого за сав материјал из серијала пре 2005. међу којима и за књиге и аудио драме, а ББЦ на ДВД издањима епизода из серије 1963–89, књиге и аудио записе.

## Каснија појављивања
Трећи Доктор се поново појавио у специјалу поводом 20. годишњице Пет Доктора емитованом 1983. Представа Доктор Ху − Врхунска пустоловина произведена је 1989. са Џоном Пертвијем у главној улози (повремено га је касније до краја продукције мењао Колин Бејкер као Шести Доктор). Године 1993. поново је играо улогу у хуманитарном специјалу поводом 30. годишњице Величине у времену и у аудио драми Рај смрти. Неколико месеци пре смрти, последњи пут је играо Доктора у аудио драми Духови Н-простора.
Од 2015. године, "Big Finish" је произвео нову серију аудио-драмских пустоловина са Трећим Доктором под називом Пустоловне Трећег Доктора са Тимом Трелоаром који је тумачио улогу.

## Остала помињања
Привиди Трећег Доктора се појављују у серијалима Мозак Морбијуса, Модрин бесмртни и Васкрснуће Далека. Његов портрет се види у Временском сплету. Кратак снимак Трећег Доктора преузет из Терора Отонаца појављује се у епизоди „Следећи Доктор“, а други се појављује у серијалу о Пустоловинама Саре Џејн Луда жена на тавану као бљесак из прошлости, а привиди се појављују у епизодама „Једанаести час“, „Подстанар“, „Кошмар у сребрном“ и епизоди „Смрт Доктора“ Пустоловина Саре Џејн. Такође је виђен у епизоди „Име Доктора“ како вози Беси (преузето из „Пет Доктора“), а архивски снимци су коришћени за његово појављивање у „Дану Доктора“.